# Stan Getz
Stan Getz, nato Stanley Gayetsky (Filadelfia, 2 febbraio 1927 – Malibù, 6 giugno 1991), è stato un sassofonista statunitense di musica jazz. Il suo sassofono tenore ha brillato particolarmente nel fortunato periodo del cool jazz, per il suo lirismo e lo straordinario calore del suo suono.

## Biografia
Getz nacque a Filadelfia il 2 febbraio 1927 da genitori ebrei di origine ucraina e cominciò a suonare giovanissimo. Già a sedici anni suonava professionalmente per Jack Teagarden (trombonista dei Louis Armstrong All Stars). Nei primi anni di carriera militò nelle principali orchestre del tempo; quella di Stan Kenton nel '44, nella formazione di Jimmy Dorsey nel '45 e nell'orchestra di Benny Goodman nel biennio 1945-1946.
Nel 1947 si trovò nel complesso di Tommy De Carlo con altri tre tenorsassofonisti, Jimmy Giuffre, Herbie Steward e Zoot Sims. I quattro vennero notati da Ralph Burns, arrangiatore di Woody Herman, e scritturati in blocco per la costituzione della seconda grande orchestra del musicista di Milwaukee. Serge Chaloff, sax baritono, entrò nel gruppo per la defezione di Giuffre.
Getz in quegli anni rappresentò la voce solista del gruppo di Herman. Il suo ruolo viene immortalato nella travolgente Four Brothers, nome del brano, ma anche nomignolo dei quattro sassofonisti creatori del Four Brothers Sound.
La stagione d'oro di Getz è la decade 1950-1960. Getz, utilizzando un fraseggio limpido e pacato, contribuì a proseguire e a rivalutare l'opera di Lester Young, ispiratore dei più grandi sassofonisti di quegli anni. L'influenza di Stan Getz sui tenorsassofonisti che suonarono dopo di lui non è evidentissima, dato che poco dopo Stan Getz si affermarono due colossi come Sonny Rollins e John Coltrane che attirarono subito l'attenzione e gli applausi dei più giovani, oscurandone un poco la fama. Sbaglia chi pensa che Getz non abbia avuto un seguito e una eredità musicale.
Anche nel periodo d'oro del cool jazz Stan Getz ebbe la sua stella offuscata dalla ingombrante figura di Gerry Mulligan, quale sassofonista simbolo del periodo. Mulligan fu un grandioso innovatore e sperimentatore ma come strumentista, anche per le differenze strutturali e timbriche fra sax baritono e sax tenore,  non raggiunse le vette di creatività e di ispirazione proprie di Stan Getz. Le registrazioni con Chet Baker, compagno storico di Mulligan, rendono giustizia al musicista di Filadelfia.
Nel 1958 Getz lasciò gli Stati Uniti per l'Europa stabilendosi in Danimarca. Riuscì così a sfuggire alla legge americana che lo perseguiva per consumo di droga. Ritornò dopo tre anni, ma faticò parecchio a trovare ingaggi e una band stabile. Dopo 10 anni di ininterrotto dominio delle classifiche come miglior sassofonista nelle riviste specializzate (Down Beat e Metronome), Getz era passato di moda e suonava prevalentemente in locali semivuoti. Dove una settimana prima aveva suonato Miles Davis facendo il pienone tutte le sere, Getz si dovette accontentare di suonare solo nei week-end e a paga decurtata.
L'affermazione del movimento hard bop e le avvisaglie dell'approssimarsi del free jazz misero in crisi tutti i canoni del cool jazz. Il mainstream, la strada maestra del jazz, venne perduta improvvisamente. Per molti artisti una via di innovazione sembrava essere la contaminazione tra jazz e altri generi, tra i quali la musica popolare brasiliana.
Si aprì pertanto, all'inizio degli anni sessanta, la stagione della bossa nova di cui Stan Getz diventò uno dei più fervidi sostenitori. Durante una tournée sponsorizzata dal Dipartimento di Stato in Brasile, il chitarrista Charlie Byrd rimase colpito dal nuovo stile imperante in quel paese e in particolare dal cantante/chitarrista João Gilberto e dal suo modo di suonare la chitarra, con la caratteristica "batida" da lui inventata. Tornato negli Stati Uniti, fece ascoltare a Getz i dischi che si era portato dal Brasile. I due si incontrarono, a Washington, per registrare l'album Jazz Samba,  che conteneva brani di Antônio Carlos Jobim. Il disco, e in particolare il singolo Desafinado (che valse a Getz il Grammy for Best Instrumental Jazz Performance nel 1963), ebbero uno straordinario successo commerciale al punto che l'album è considerato uno dei dischi di jazz più venduti di ogni tempo.
Dopo il periodo di oscuramento precedente, durante il quale il celebre sassofonista faticava a trovare scritture e durante il quale perse lo scettro di sassofonista più popolare in favore di John Coltrane, Getz disse di quel disco che sarebbe servito a pagare l'università ai suoi figli. Servì anche a rilanciare il suo precedente Focus (del 1961) che Getz reputava la sua opera più importante, ma che, inizialmente, non aveva avuto un grande riscontro di critica e di pubblico. In Focus, Getz improvvisa su un arrangiamento di archi di Eddie Sauter (già arrangiatore per le Benny Goodman e altre celebri orchestre).
Grazie al successo ottenuto, Stan Getz proseguì la sua ricerca nel mondo della bossa nova affiancandosi a musicisti brasiliani, in particolare al chitarrista João Gilberto e a Luiz Bonfá.
Con João Gilberto, chiamato dal Brasile insieme alla moglie Astrud e all'altra grande star della bossa nova "Tom" Jobim, realizzò nel 1963 lo storico album Getz/Gilberto. La bossa nova, negli Stati Uniti, l'aveva portata lui e quindi, anticipando tutti, raccolse attorno a sé i migliori interpreti del genere.
La canzone The Girl From Ipanema (Garota de Ipanema di Jobim e de Moraes), cantata in inglese da Astrud Gilberto (che fino a quel giorno faceva la casalinga e aveva accompagnato il marito solo per fargli da interprete), bissò il successo di Desafinado, vinse parecchi Grammy Award, diventando la più popolare e interpretata canzone brasiliana di sempre (celebre l'interpretazione cantata che ne fece Jobim in coppia con Frank Sinatra).
L'album rimase 96 settimane nella classifica di Billboard e raggiunse la posizione n. 2 preceduto solo dai Beatles. Il singolo The Girl From Ipanema arrivò al 5º posto della classifica a metà del 1964.
Con Luiz Bonfá, altra star della musica brasiliana del periodo, conosciuto soprattutto per la canzone Manhã de Carnaval, tema principale del film Orfeu Negro, e reduce dal celebre concerto alla Carnegie Hall del 21 novembre 1962 che sancì il successo della bossa nova negli Stati Uniti, incise, sempre nel 1963, l'ottimo Jazz Samba Encore! (che vede ancora la partecipazione di Jobim come compositore e pianista).
Nel 1966 venne pubblicato Getz/Gilberto #2, registrato dal vivo e che raccoglie la testimonianza dei fortunati concerti che Getz e João Gilberto tennero negli Stati Uniti e in Europa dopo il successo del primo album. Il disco è anch'esso stato registrato alla Carnegie Hall di New York, il 9 ottobre 1964, durante un famoso concerto "tutto venduto" che fu l'apice dell'avventura brasiliana di Getz e dell'avventura americana dei coniugi (ancora per poco) Gilberto.
Gli anni sessanta videro Stan Getz famoso in tutto il mondo per le esecuzioni di Desafinado e di La Ragazza di Ipanema, ma la collaborazione con Gilberto si interruppe bruscamente a seguito della sua scoperta di una relazione tra Getz e Astrud.
Da sperimentatore, come ogni stella del jazz, Getz continuò a ricercare strade nuove; con Chick Corea e Stanley Clarke fece una incursione nel campo della fusion e provò l'elettrificazione del proprio strumento con l'Echoplex, fu pesantemente bersagliato dai critici ma, ancora di questo periodo,  la performance con accompagnamento di Chick Corea nei brani inclusi in Sweet Rain (registrato alla fine di marzo del '67), è memorabile, all'apice di tutta l'opera del musicista di Filadelfia.
Dal 1987 in poi, decise seriamente di impegnarsi per la sua disintossicazione. È di questo periodo la collaborazione con il pianista Kenny Barron, che Getz definì "la sua metà musicale".
Morì per un cancro al fegato il 6 giugno 1991 a Malibù, California.

## Discografia
- Interpretations by the Stan Getz Quintet (1953)
- West Coast Jazz (1955)
- Hamp and Getz (1955)
- Diz and Getz (1955)
- The Steamer (1956)
- For Musicians Only (1956)
- Stan Getz and The Oscar Peterson Trio (1957)
- At The Opera House (1957)
- Getz Meets Mulligan In Hi-Fi (1957)
- Focus (1961)
- Jazz Samba (1962) – Remasterizzato nel 1997
- Stan Getz with Cal Tjader (1963)
- Stan Getz and Luiz Bonfa Jazz Samba encore! (1963)
- Getz/Gilberto (1964) – Vincitore di tre Grammy Awards
- Getz/Gilberto #2 (1965)
- Getz Au Go Go (1964)
- Stan Getz & Bill Evans (1964)
- Sweet Rain (1967)
- Marrakesh Express (1969)
- Dynasty (1971)
- Captain Marvel (1972)
- The Best of Two Worlds (1976)
- The Peacocks (album) (1977)
- Line for Lyons (1983) con Chet Baker[1]
- Voyage (album) (1986) con Kenny Barron(p), George Mraz(cb), Victor Lewis(d), Babatunde(congas & brushes)
- Apasionado (album) (1990) con Eddie del Barrio e Kenny Barron; prodotto da Herb Alpert
- Serenity (1991) - Registrato dal vivo al Jazzhus Montmartre di Copenaghen, Danimarca, il 6 luglio 1987
- Anniversary (1991)
- People Time (1991) – con Kenny Barron
- Cafè Montmartre (1991) con Kenny Barron
- Spring Is Here (1992) dal vivo nel jazz club Keystone Korner a San Francisco
- Bossas & Ballads - The Lost Sessions (2003) – Registrato nel 1989
- Selections from Getz/Gilberto 76 (2015) - Registrato nel 1976